# Mnemiopsis leidyi
Mnemiopsis leidyi é uma espécie de ctenóforo tentaculado, nativa originariamente das águas costeiras do Atlântico oeste porém encontrada como espécie invasora em diversos mares ao redor do mundo, incluindo a Antártida. Três espécies foram incluídas originalmente no género Mnemiopsis, mas a maioria dos zoologistas acredita agora que sejam diferentes formas ecológicas da espécie Mnemiopsis leidyi. A foto acima é um tipo de Mnemiopsis avermelhado, mas o mais comum é transparente e reflecte a luz dando origem ao aparecimento de linhas coloridas.